# Reserve, New Mexico
Reserve este o localitate sub-urbană, cu statutul de sat (în limba engleză, village)  din comitatul Catron, statul New Mexico, Statele Unite ale Americii. Cu o populație de numai 387 de locuitori, conform Census 2000, Reserve este totodată și sediul comitatului Catron. GR6
Actualmente, în localitate există câteva magazine, un bar și o clinică medicală. Reserve este locul unde cunoscutul Elfego Baca a ținut piept unei bande de cowboys texani care voiau să-l omoare pentru arestarea lui Charles McCarty.

## Geografie
Reserve se găsește la coordonatele 33°42′31″N 108°45′39″V / 33.70861°N 108.76083°V (33.708493, -108.760822). GR1
Conform datelor furnizate de United States Census Bureau, satul are o suprafață totală de 1,56 km2 (sau 0.6 sqmi), totul uscat.

## Educație
Localitatea este deservită de districtul școlar Reserve Independent School District.